# Metapogon tricellus
Metapogon tricellus är en tvåvingeart som beskrevs av Wilcox 1964. Metapogon tricellus ingår i släktet Metapogon och familjen rovflugor. Inga underarter finns listade i Catalogue of Life.